# Якобстад
Якобстад (швед. Jakobstad Фінляндія Шведською: [ˈjɑːkopˌstɑːd]) чи Пієтарсаарі (фін. Pietarsaari Фінською: [ˈpie̯tɑrˌsɑːri])   — місто та муніципалітет на заході Фінляндії на березі Ботнічної затоки Балтійського моря, провінція Пог'янмаа.
Населення  — 19 063 осіб  (2020), площа  — 88,31 км², щільність населення  — 222,32 осіб /км².
Шведська мова є рідною для 56,1 % населення міста, 35,8 %  — фіномовні.

## Історія
Місто назване на честь Якоба Понтуссона Делагарді  — шведського військового та державного діяча.
Якобстад в 1714 р. спалений російськими військами.

## Міста-побратими
- Еслев, Швеція
- Аскер, Норвегія
- Рудерсдаль, Данія
- Юрмала, Латвія
- Бунде, Німеччина
- Гардабайр, Ісландія